# Tora Vega folkhögskola
Ej att förväxla med Hvilan Utbildning, numera helt fristående från folkhögskolan.
Tora Vega folkhögskola, tidigare Folkhögskolan Hvilan, i Åkarp, mellan Malmö och Lund, är Sveriges äldsta folkhögskola, grundad 17 april 1868. Senare samma år grundades även Önnestads folkhögskola i Skåne och Östergötlands folkhögskola, därefter Lunnevads folkhögskola.

## Historik
Folkhögskolan Hvilan inrättades 1868 av lantbruksklubben i Bara härad på initiativ av Ola Andersson och under medverkan av en för ändamålet bildad garantiförening. Den hade från grundandet till och med 1908 Leonard Holmström som föreståndare, varefter Enoch Ingers tog över. De första kvinnliga eleverna tillkom på en sommarkurs 1873 och 1876 tillkom en andra årskurs som från 1887 benämndes lantmannaskola Den sistnämnda har sedermera omvandlats till trädgårds- och gymnasieskola och är en självständig utbildningsanstalt i Åkarp under namnet Hvilan Utbildning.
År 1905 öppnades även en hushållsskola för kvinnliga elever och 1931 inrättades en specialkurs för lantbruksstuderande, ett tvåårigt gymnasium avsett att förbereda för inträde vid lantbrukshögskola..
Under 2000-talet utgår en stor del av utbildningen från allmän kurs som alternativ till gymnasieskola. Skolan har årligen drygt 500 deltagare (2018).
2023 bytte Hvilans folkhögskola namn till Tora Vega Folkhögskola efter konstnären Tora Vega Holmström, som var uppvuxen på skolan som dotter till dess föreståndare Leonard Holmström. En orsak till namnbytet var att undvika förväxlning med det kritiserade företaget Hvilan Utbildning som driver en annan skola i närheten.

### Byggnader
Hvilans folkhögskola inrättades i en nedlagd vägkrog på sträckan Malmö–Lund. Denna byggnad brann ned i mars 1874, men en ny byggnad uppfördes samma år och stod färdig i november. Grundaren av Billströmska folkhögskolan lånade ritningarna till denna byggnad och uppförde en identisk byggnad på Tjörn 1876 när han byggde den folkhögskolan.
Vid skolan finns också sannolikt Sveriges äldsta gymnastiksal i en egen fristående byggnad från 1884 med inspiration av danska gymnastikhus. Vid mitten av 1900-talet hölls där också emellanåt musikkonserter, uppskattade inte minst på grund av lokalens goda akustik. 1991 byggnadsminnesförklarades gymnastikbyggnaden.

## Bildgalleri

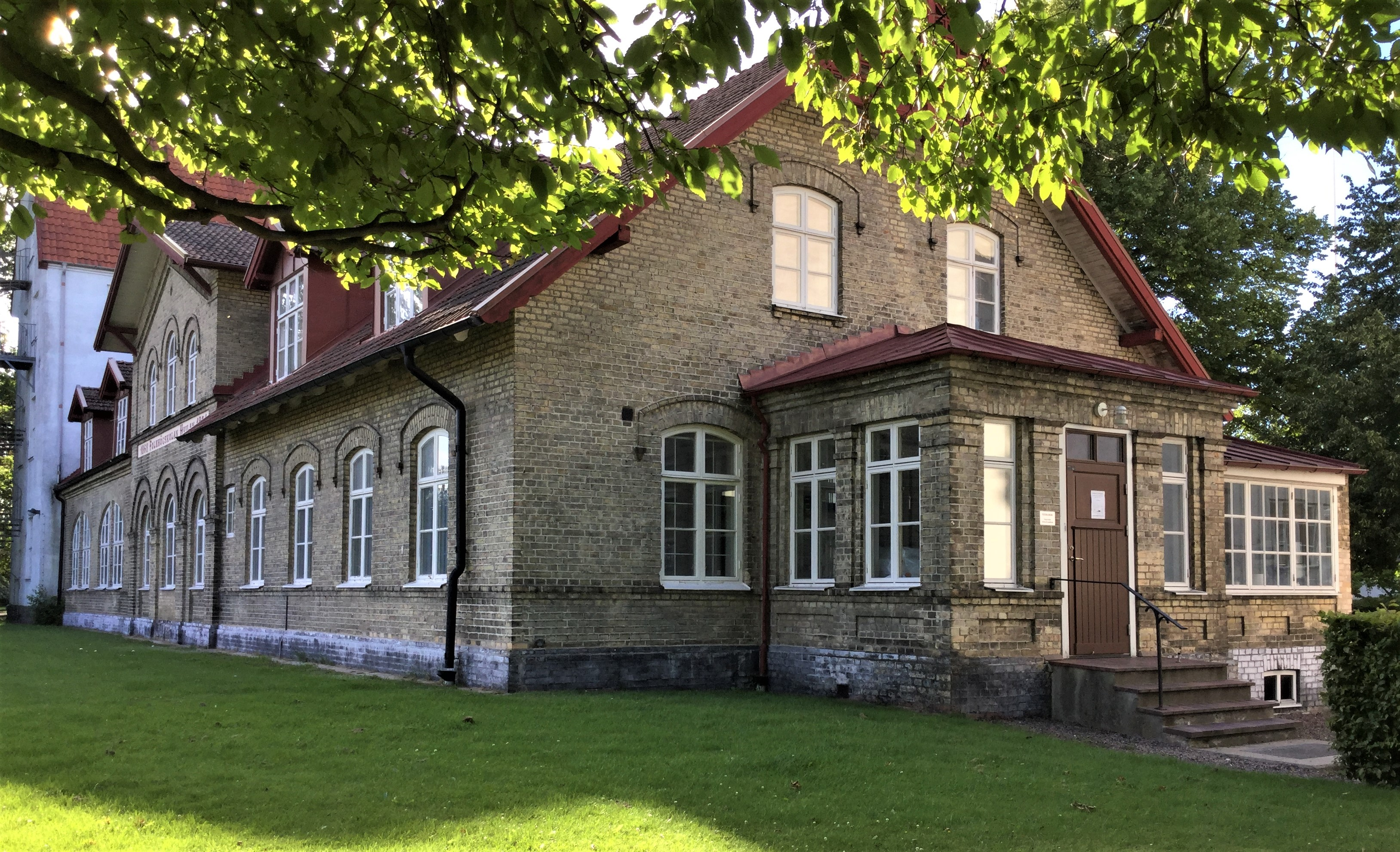
Folkhögskolan Hvilan, 2017